# Nogometni klub Varaždin (2012)
Il Nogometni klub Varaždin è una società calcistica croata di Varaždin, succeditrice del NK Varteks Varaždin, storico club cittadino sciolto nel 2015. Milita nella Prva liga, la massima serie del campionato croato di calcio.

## Storia
Il club è il diretto successore del Nogometni Klub Varaždin, sodalizio fondato nel 1931 che ha assunto i nomi di Slavija, Tekstilac, Varteks e Varaždin. Fondato a causa delle difficoltà finanziarie e organizzative del suo predecessore, l'NK Varaždin puntò a dotarsi di una solida base finanziaria, liberandosi dai debiti e dai carichi pendenti, che ammontavano in totale a circa 40 milioni di kune. La città di Varaždin ha espresso l'intenzione di cedere lo stadio alla nuova squadra di terza divisione per un certo numero di anni.
Il nuovo club, chiamato NK Varaždin ŠN, fu fondato nel 2012 e iscritto ai campionati regionali della contea di Varaždin. Nel 2015 diventò campione regionale e fu promosso in quarta divisione. Nello stesso tempo il vecchio Varteks, ribattezzato VŠNK Varaždin, cessò di esistere e lasciò un posto libero in terza divisione: dato che nessuna compagine della quarta serie inoltrò richiesta di ripescaggio, questo vuoto fu colmato dal nuovo club, che cambiò il nome in NK Varaždin Varaždin e scalò due divisioni con effetto immediato.
Nella stagione 2018-2019 vinse il campionato di seconda divisione e fu promosso nella Prva liga, così da rappresentare Varaždin nella massima serie nazionale. Retrocesso nel 2020-2021, l'anno dopo ha riguadagnato la promozione in massima divisione.

## Palmarès

### Competizioni nazionali
- Druga hrvatska nogometna liga: 2

2018-2019, 2021-2022

### Competizioni giovanili
- Kup Hrvatske u nogometu za juniore: 1

2021-2022

### Altri piazzamenti
- Druga hrvatska nogometna liga:

Secondo posto: 2017-2018

## Organico

### Rosa 2025-2026
Aggiornata al 24 luglio 2025.
| N. |                               | Ruolo | Calciatore                 |
| -- | ----------------------------- | ----- | -------------------------- |
| 1  | Croazia (bandiera)            | P     | Oliver Zelenika (capitano) |
| 3  | Macedonia del Nord (bandiera) | D     | Vane Jovanov               |
| 4  | Croazia (bandiera)            | D     | Luka Škaričić              |
| 5  | Mauritania (bandiera)         | D     | Lamine Ba                  |
| 7  | Croazia (bandiera)            | A     | Matej Vuk                  |
| 8  | Croazia (bandiera)            | C     | Tomislav Duvnjak           |
| 9  | Croazia (bandiera)            | A     | Marko Dabro                |
| 10 | Croazia (bandiera)            | C     | Leon Belcar                |
| 11 | Croazia (bandiera)            | A     | Mate Antunović             |
| 12 | Croazia (bandiera)            | D     | Petar Bočkaj               |
| 13 | Macedonia del Nord (bandiera) | D     | Mario Mladenovski          |
| 14 | Spagna (bandiera)             | C     | Jaime Sierra               |
| 16 | Croazia (bandiera)            | D     | Novak Tepšić               |

| N. |                        | Ruolo | Calciatore        |
| -- | ---------------------- | ----- | ----------------- |
| 17 | Croazia (bandiera)     | A     | Ivan Mamut        |
| 20 | Svizzera (bandiera)    | C     | David Mištrafović |
| 21 | Croazia (bandiera)     | P     | Tomislav Tomić    |
| 22 | Croazia (bandiera)     | C     | Luka Mamić        |
| 23 | Croazia (bandiera)     | D     | Frane Maglica     |
| 24 | Croazia (bandiera)     | C     | Mario Marina      |
| 25 | Croazia (bandiera)     | D     | Antonio Boršić    |
| 26 | Albania (bandiera)     | A     | Atdhe Mazari      |
| 27 | Montenegro (bandiera)  | C     | Aleksa Latković   |
| 33 | Croazia (bandiera)     | P     | Josip Silić       |
| 38 | Capo Verde (bandiera)  | A     | Iuri Tavares      |
| 44 | Croazia (bandiera)     | D     | Mateo Barać       |
|    | Azerbaigian (bandiera) | C     | Rüfət Abdullazadə |